# Du mouron pour les petits oiseaux
Pour plus de détails, voir Fiche technique et Distribution.
Du mouron pour les petits oiseaux est un film franco-italien de Marcel Carné sorti en 1963.

## Synopsis
Chassés-croisés tour-à-tour amoureux, gourmands, intéressés ou mystiques dans un immeuble de la Contrescarpe, entre un gigolo italien et une entraîneuse de boîte de nuit, une famille de bouchers et un apprenti rocker, un tailleur mystique, un écrivain qui s'envoie à lui-même des télégrammes, une paralytique alerte, une concierge attentionnée, un éleveur d'oiseaux, un truand à peine libéré. Petit à petit, chacun se découvre avec son passé ou son présent plus ou moins trouble. Une mort mystérieuse va introduire la police dans l'immeuble, hâter les révélations, et bousculer ce petit monde.

## Fiche technique
- Titre : Du mouron pour les petits oiseaux
- Réalisateur : Marcel Carné, assisté de Jacques Corbel
- Scénario : Marcel Carné et Jacques Sigurd, d'après le roman homonyme d'Albert Simonin, Editions Gallimard, Paris, 1960, 304.
- Dialogues : Jacques Sigurd
- Photographie : Jacques Natteau
- Opérateur : Gilbert Chain, assisté de Max Lechevallier
- Musique : Georges Garvarentz et la collaboration de Charles Aznavour
- Orchestre sous la direction de J. Hélison (éditions French-Music)
- Décors : Jacques Saulnier, assisté de Georges Glon et J.J Caziot
- Son : William-Robert Sivel
- Montage : Albert Jurgenson, assisté de Janine Oudoul
- Photographe de plateau : Walter Limot
- Ensemblier : Charles Mérangel, Henri Vergues
- Costumes : Mayo
- Robes de Dany Saval : Alaya
- Chapeaux de Dany Saval : Jean Barthet
- Régisseur : Margot Capelier
- Script girl : Colette Robin
- Maquillage : Louis Bonnemaison
- Coiffures : Maud Begon
- Directeur de production : Pierre Laurent
- Producteur délégué : Jules Borkon
- Chef de production : Jules Borkon
- Sociétés de production : C.I.C.C. (Compagnie Industrielle et Commerciale Cinématographique - Raymond Borderie) - Champs-Elysées Productions - Films Borderie (Paris) - Variety Films (Rome)
- Distribution : Prodis
- Tournage dans les studios "Paris-Studios-Cinéma" de Billancourt et les studios Eclair à Epinay
- Enregistrement sonore : Westrex
- Laboratoire Franay L.T.C Saint-Cloud
- Générique : LAX
- Genre : Comédie
- Durée : 91 min
- Format : noir et blanc
- Date de sortie : 15 février 1963
- Visa d'exploitation : 24695

## Distribution
- Paul Meurisse : Armand Lodet dit "monsieur Armand", amateur d'oiseaux
- Dany Saval : Lucie, entraîneuse
- Jean Richard : Louis, le boucher
- Suzy Delair : Antoinette, la femme du boucher
- Dany Logan : Jojo, le garçon boucher, chanteur de rock
- Roland Lesaffre : le tailleur mystique
- Suzanne Gabriello : Mme Communal, la concierge de l'immeuble
- Jeanne Fusier-Gir : Mlle Pain, la vieille locataire
- Jean Parédès : M. Fleurville, écrivain
- Franco Citti : Renato, le réfugié italien ami de Lucie
- Joëlle Bernard : Gladys, une entraîneuse
- Robert Dalban : l'inspecteur de police
- Pierre Duncan : Victor, le truand libéré à la recherche de M. Armand
- Jean-Marie Proslier : Albin, coiffeur
- Corrado Guarducci : le patron du restaurant
- Sabine André : la patronne du restaurant
- France Anglade : la serveuse du restaurant
- Sophie Destrade : l'amie de M. Armand au restaurant
- Dominique Davray : la patronne de « L'Aquarium »
- Alphonso Mathis : le barman
- Paul Faivre : l'oiselier
- Masako Sato : la « Japonaise »
- Jean-Pierre Zola : le caissier de la banque
- Charles Bayard : le monsieur âgé qui croise Lucie dans la rue
- Louisette Rousseau : la locataire aux nombreux enfants
- Béatrice Calvo : une twisteuse
- Pierre Mirat : le patron du bistrot
- Pierre Collet : un consommateur
- Bibi Morat : un petit garçon
- André Treton : un livreur de télégramme

## À noter
- Dany Logan, idole yéyé, apparaît dans le film : il est la victime d'une bouchère nymphomane d'âge mûr.
- Le film est sorti en DVD en décembre 2012 dans la collection Gaumont à la demande.